# 조규선 (교육인)
조규선(일본어: 曹  奎聖, 1952년 5월 1일~)은 야마구치현 출신의 재일조선인으로 무역회사의 전 대표이자, 조선학교의 전 교장이다. 2000년 2월, 일본 오다시에서 조선민주주의인민공화국의 루트를 통해서 249.3킬로그램의 각성제가 발견되었고 경찰은 범인으로 조규선을 지목하게 되면서 국제적인 수배가 이루어지고 있다.